# Скальвини, Пьетро
Пьетро Скальвини, (итал. Pietro Scalvini; 1718, Брешиа, Ломбардия — 1792, там же) — итальянский живописец и художник-декоратор ломбардской школы.

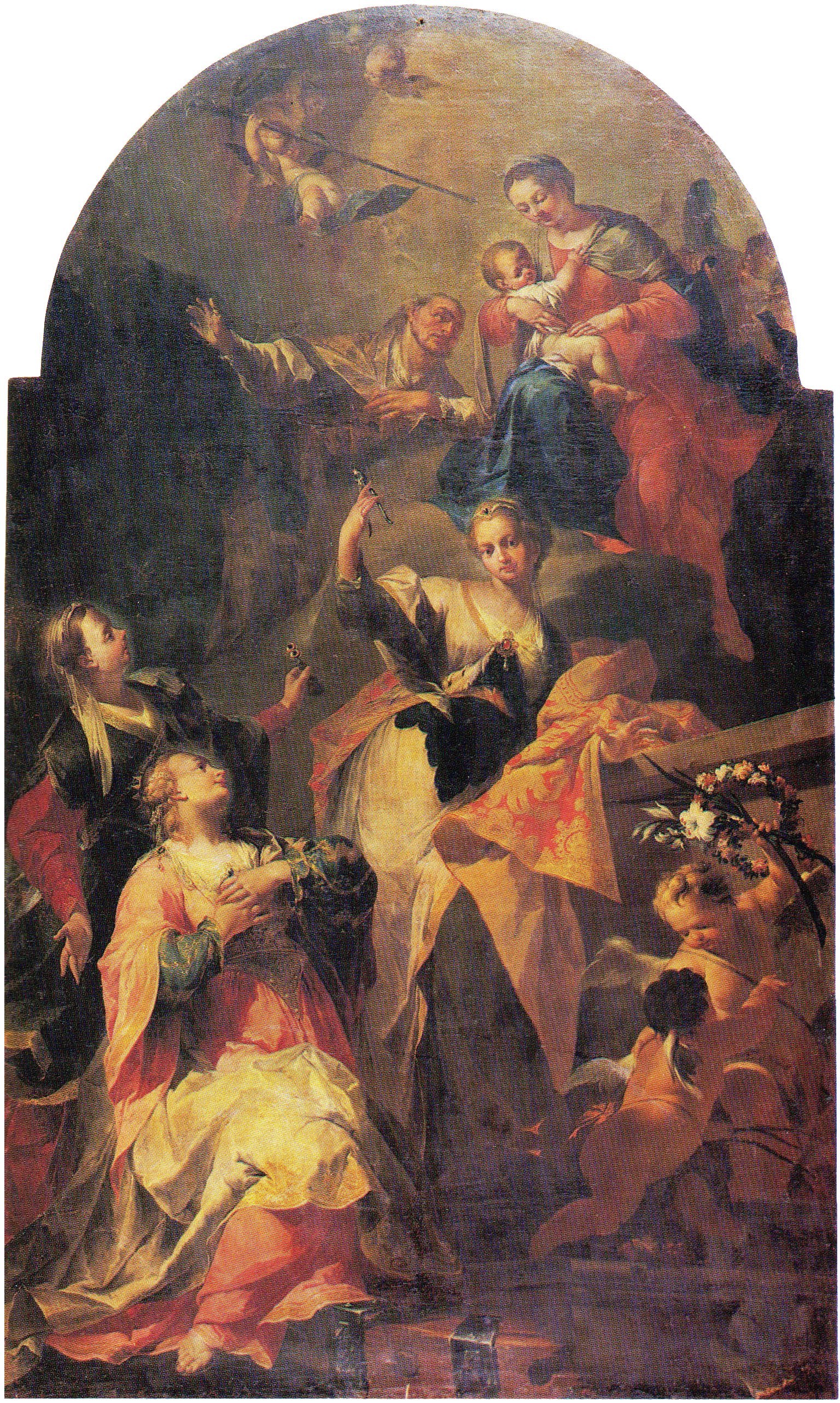
Альтарь святой Аполлонии. 1761. Церковь Сан-Джузеппе, Милан

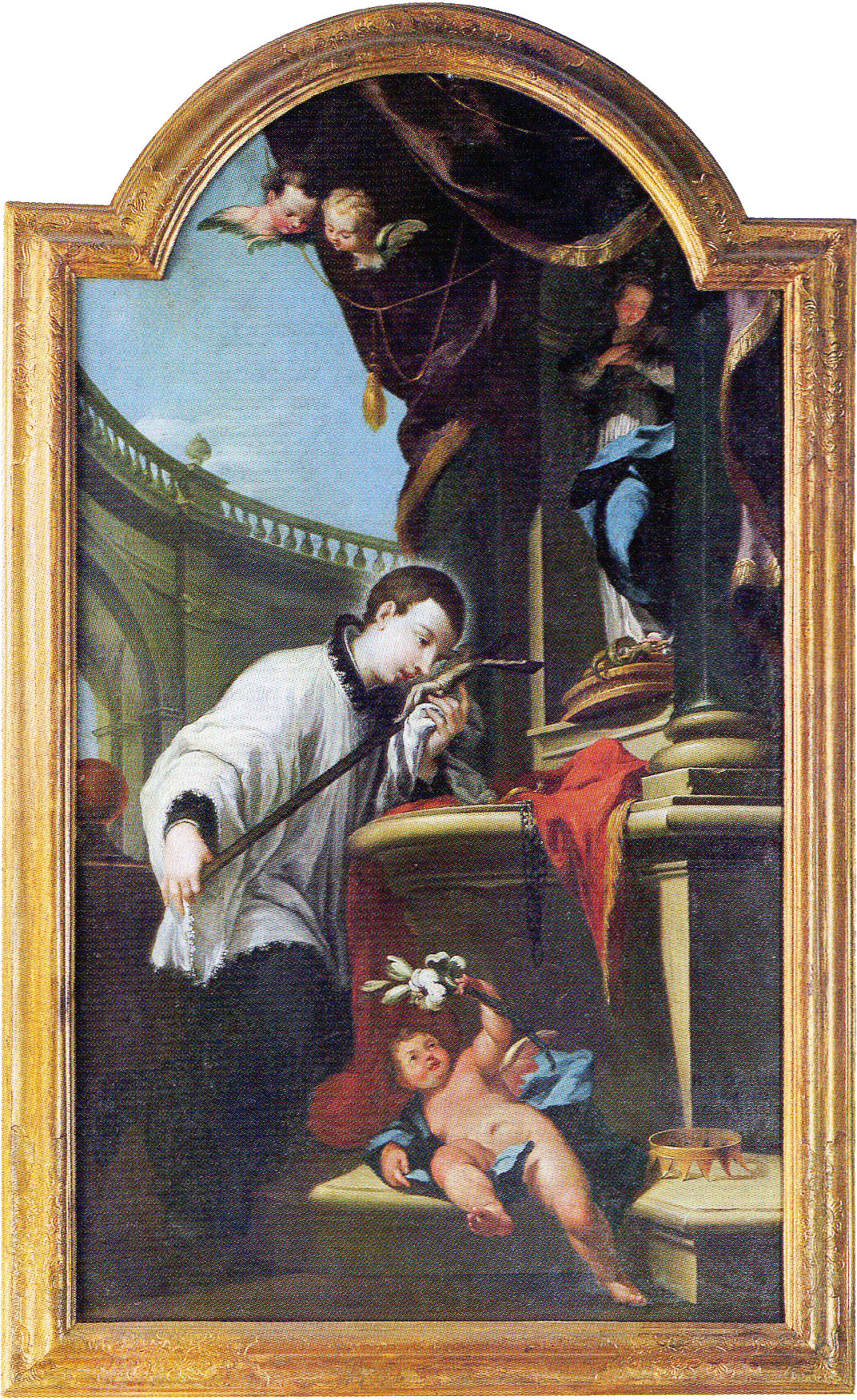
Святой Алоизий Гонзага поклоняется Распятию. 1753

## Биография
Его образование согласовано с биографиями комментаторов того времени в школе Фердинанда в Каире. Начало его творческой карьеры, по-видимому, относится к Бовеньо с фресок в святилище Сан-Бартоломео и полотна в церкви в деревушке Маньо. Другие ранние работы относятся к 1747 году, когда он подписал и датировал Поклонение Кресту со святыми Пьетро Регалато и Джакомо делла Марка для церкви Сан-Джузеппе.
В 1750-х годах он получил крупные заказы, такие как оформление церкви Сан-Гаэтано, после чего на более чем тридцать лет стал одним из главных героев местной художественной сцены, в основном благодаря своему стремлению и декоративному таланту.
Скальвини также работал как портретист, но эта область его деятельности малоизвестна из-за небольшого количества выявленных работ. Однако, хорошо документирована его работа в качестве рисовальщика у венецианского гравёра Франческо Дзукки.

## Стиль
Федерико Николи Кристиани (1807) пишет о своём учителе Фердинандо дель Каиро, что «не сумев научить его ни симметрии, ни точности, которых он сам не знал, он (Пьетро Скальвини) смертельно утопил этот нежный росток в бесплодной и неблагодарной земле». Однако, изучая обширную продукцию Скальвини, можно сделать вывод, что ему не пришлось сильно страдать от неинтересного окружения своего мастера. Очевидно, что он очень рано научился внимательно присматриваться к тому, что происходило в панораме живописной культуры его времени, не привязываясь ни к одному мастеру, но систематически обращаясь ко всем им в моменты малой изобретательности, не утруждая себя исправлением проблем анахронизма или моды.
Его работы, в основном подписанные и датированные, не характеризуются определённой эволюционной линией, и, даже если бы даты отсутствовали как хронологические ориентиры, всё равно не потребовалось бы проводить сложный критический анализ, чтобы установить срез его выбора и сиюминутных пристрастий.
Аналогичным образом, собственная мастерская Франческо дель Каиро, похоже, не оказала большого влияния на его творчество, в том числе на творчество его юности: единственный заметный персонаж в этом смысле, по словам Бруно Пассамани (1964), это «та версия хрупкой и несколько манерной красоты, для которой лица и тела его фигур имеют аромат нежной, женственной юности, а выражения смягчены до нежных полутонов».
Список его художественных источников, обобщённый в немногочисленных исследованиях, посвящённых Скальвини, содержит имена Себастьяно Риччи, Джамбаттиста Тьеполо, Джованни Баттиста Питтони, Карло Инноченцо Карлони, Квалья, Франческо Фонтебассо и Пьетро Лонги. Именно к последнему он особенно стремился в светских декоративных циклах, выполненных в последние годы жизни.

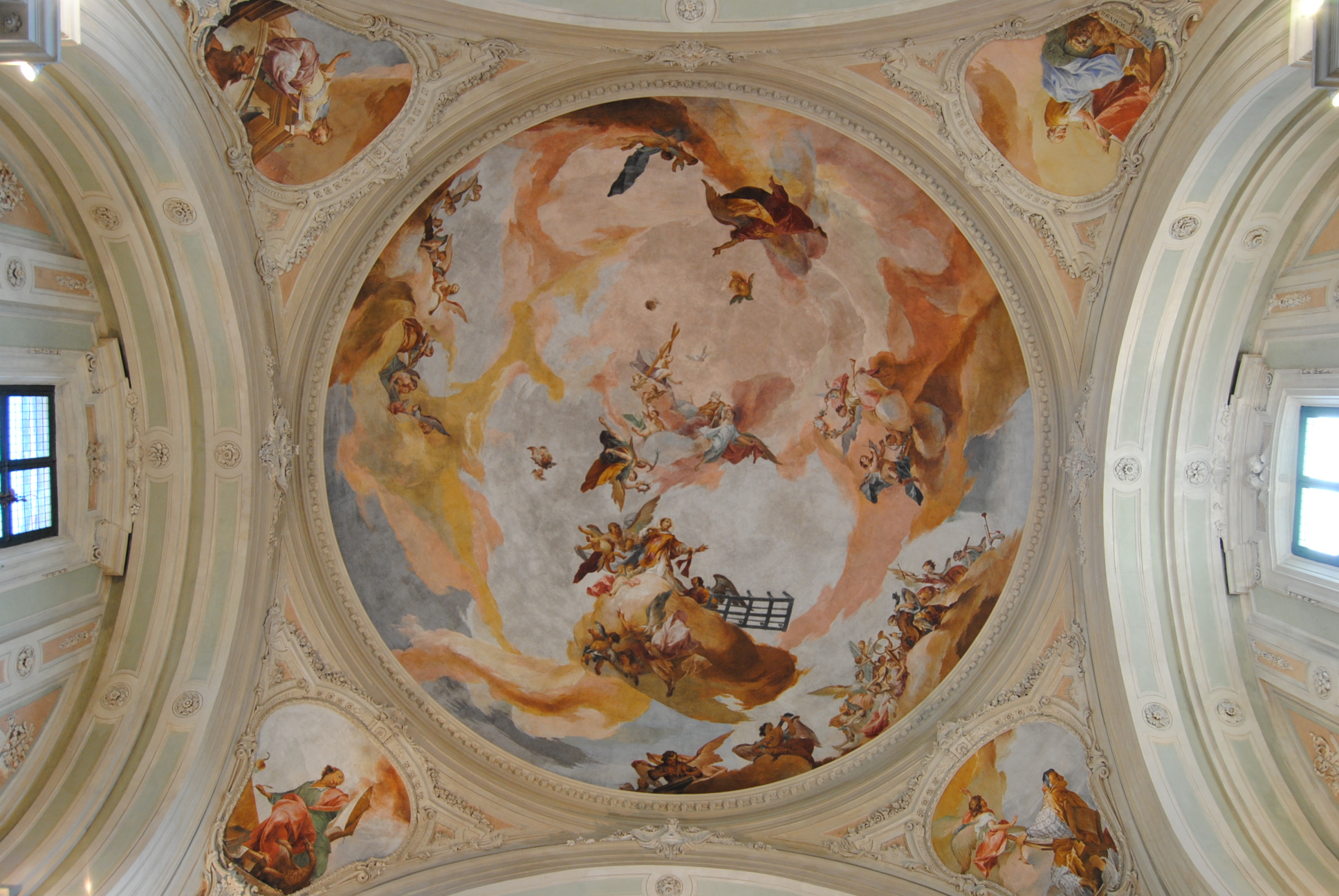
Апофеоз святого Лаврентия Мученика и четырёх евангелистов, центральный купол и маятники, 1786 год, церковь Сан-Лоренцо Мартире, Нуволера.

Любопытно, что большое количество заказов на картины с изображением Святого Алоизия Гонзаги и аспекты его жизни позволяют утверждать, что Скальвини сыграл важную роль в создании иконографических схем для почитания этого святого, канонизированного в 1726 году и объявленного покровителем студенческой молодёжи в 1729 году.

## Работы
Его продукция практически бесконечна и включает в себя декоративные фресковые циклы в многочисленных гражданских и религиозных зданиях в Ломбардии и регионе Венето, в основном сосредоточенные в провинции Брешия и столице.
- Мадонна с младенцем и святым Иоанном Непомуцким, приходская церковь Маньо (Бовеньо).
- Фреска святилища Сан-Бартоломео, 1742 год, Бовеньо.
- Фреска в приходской церкви Коллебеато.
- Святой Алоизий Гонзага поклоняется Распятию, 1753, церковь Сан-Джакомо, Брешиа.
- Фреска в церкви Сан-Гаэтано, Брешия.
- Фреска в церкви Сан-Карлино, Брешия.
- Фреска в приходской церкви Кастреццато.
- Фреска в Палаццо Сончини, Брешия.
- Фреска в Палаццо Фенароли, Брешия.
- Фреска в доме Аппиани, Брешия.
- Фреска в Палаццо Мартиненго-Кадео, Травальято.
- Фреска в палаццо Грасси, Венеция.
- Фреска и украшения в церкви Санта-Мария-Аннунциата (Пресвятой Девы Марии Благовещения), Боргосатолло.
- Алтарь приходской церкви Санта-Мария-Ассунта (Пресятой Девы Марии Вознесения) в Чивидате-Камуно.
- Фреска в церкви Суфраджио в Нуволере, до 1786 года.
- Фреска в церкви Сан-Лоренцо Мартире в Нуволере, 1786 год.